# Ouve-Wirquin
Ouve-Wirquin (flämisch: Ouve-Werchin) ist eine französische Gemeinde mit 496 Einwohnern (Stand 1. Januar 2022) im Département Pas-de-Calais in der Region Hauts-de-France. Sie gehört zum Arrondissement Saint-Omer und zum Kanton Lumbres.
Die Gemeinde gehört zum Regionalen Naturpark Caps et Marais d’Opale. Nachbargemeinden von Ouve-Wirquin sind Wavrans-sur-l’Aa im Nordwesten, Remilly-Wirquin im Nordosten, Cléty im Osten, Merck-Saint-Liévin im Südwesten sowie Avroult im Süden.

## Bevölkerungsentwicklung
| Jahr      | 1962 | 1968 | 1975 | 1982 | 1990 | 1999 | 2007 | 2014 |
| --------- | ---- | ---- | ---- | ---- | ---- | ---- | ---- | ---- |
| Einwohner | 457  | 490  | 478  | 486  | 486  | 494  | 536  | 516  |

## Sehenswürdigkeiten

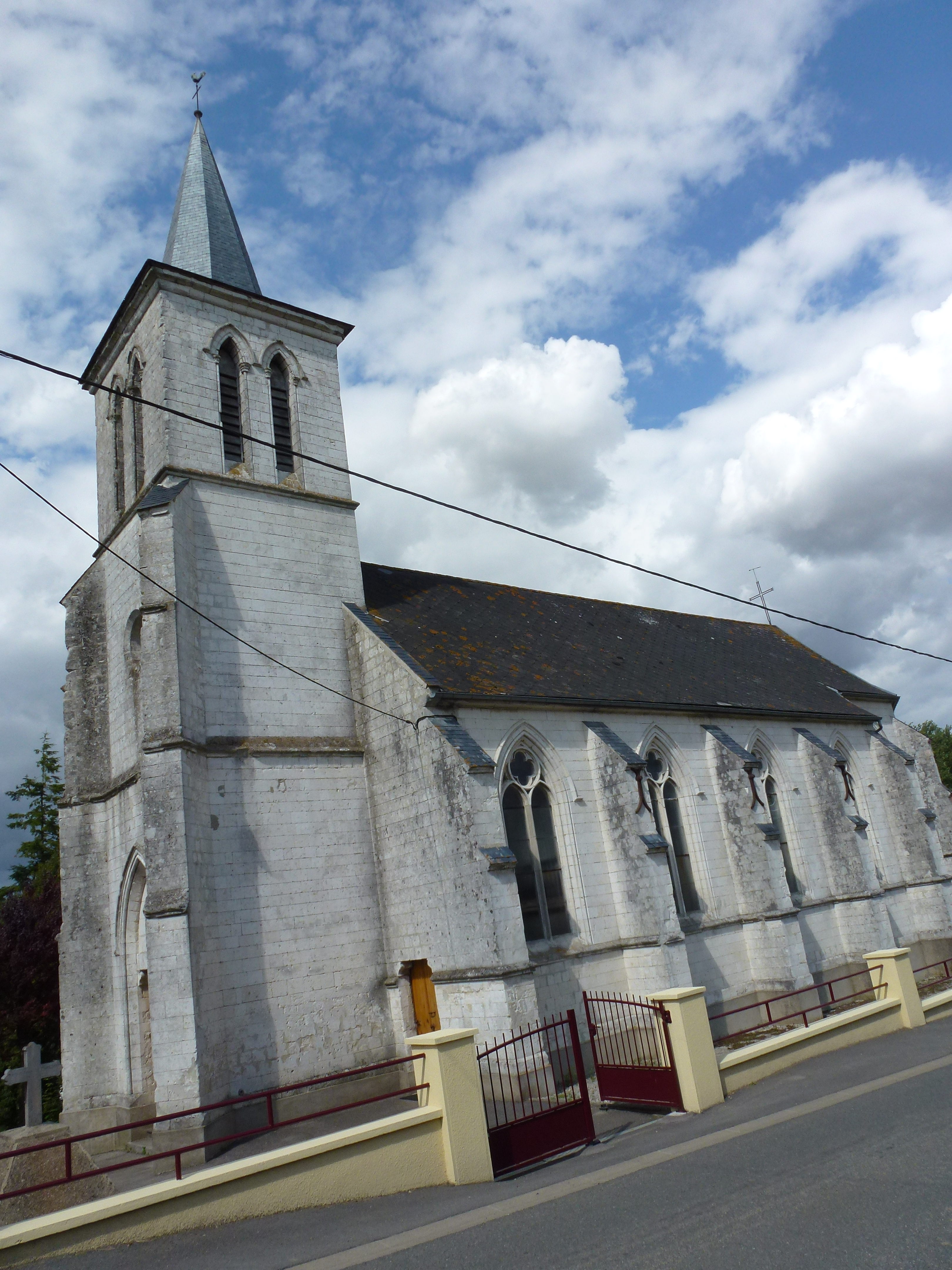
Kirche Notre-Dame
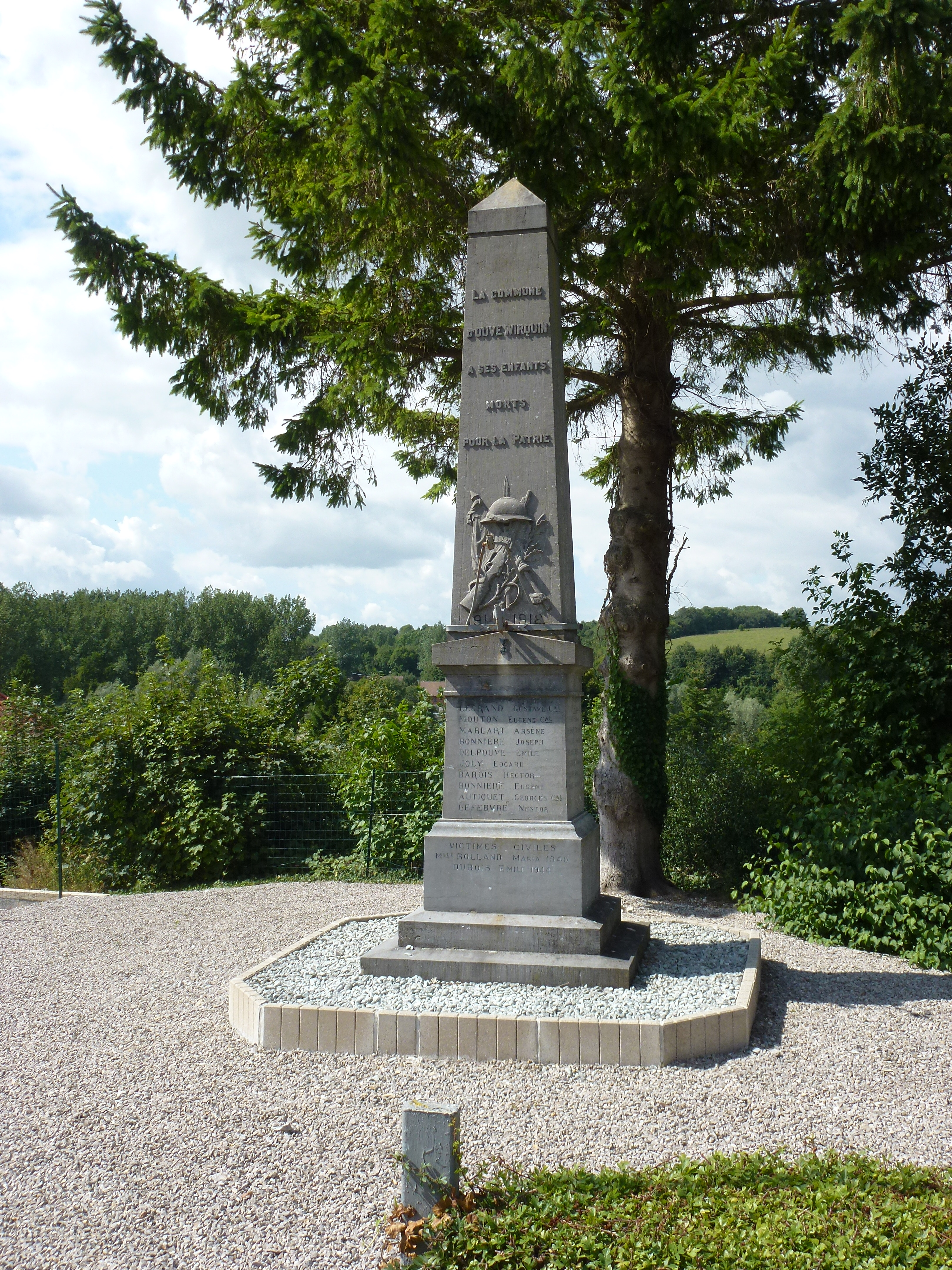
Kriegerdenkmal
- Wassermühle

- Kirche Notre-Dame
- Kriegerdenkmal